# Червоное (Гуляйпольский район)
Черво́ное (укр. Червоне) — село в Червоненском сельском совете Запорожской области Украины.
Код КОАТУУ — 2321888001. Население по переписи 2001 года составляло 517 человек.
Является административным центром Червоненского сельского совета, в который, кроме того, входит село Степановка.

## Российско-украинская война
Некоторое время село было под российской оккупацией. 31 марта 2022 года ВСУ заявили об освобождении населённого пункта.

## Географическое положение
Село Червоное находится в 2,5 км от правого берега реки Гайчур, на расстоянии в 2 км от села Зелёный Гай. По селу протекает пересыхающий ручей с запрудой.

## История
Основано в 1930 году.

## Экономика
В селе действует агрофирма "Зелёный Гай".

## Объекты социальной сферы
Имеется школа, клуб и фельдшерско-акушерский пункт.

## Достопримечательности
В селе расположена братская могила советских воинов.